# National Route 14
Die National Route 14 (kurz N14)  ist eine südafrikanische Nationalstraße, die von Springbok im Nordwesten des Landes bis nach Pretoria, der Hauptstadt Südafrikas, verläuft.

## Streckenverlauf
Von Springbok im Namaqualand verläuft die N14 in nordöstliche Richtung über Pofadder und Kakamas nach Upington. Zwischen Kakamas und Upington folgt die Straße dem Tal des Oranje, in dem sie auch von einer Eisenbahntrasse begleitet wird.
Nach Upington durchquert sie auf 160 Kilometern einen trockenen Abschnitt der südlichen Kalahari, der nur sehr gering bewohnt ist und auf etwa 1400 Meter über den Meeresspiegel in Richtung Osten ansteigt. Bei Olifantshoek erreicht der Straßenverlauf in den Höhenzügen der Langeberg Mountains wieder besiedeltes Gebiet innerhalb einer Savannenregion mit Viehweiden.
Südlich des Bergbauortes Sishen quert die Bahnstrecke der Orex line die N14. In der kleinen Ortschaft Droëspruit überschreitet die Fernstraße eine vom Süden heranführende Eisenbahnstrecke aus dem Eisenerzbergbaugebiet um Postmasburg. Weiter nach Norden zum Kathu Game Reserve schwenkt die N14 wieder in nordöstlicher Richtung zur Bergbaustadt Kuruman. Dort berührt sie die nördlichen Ausläufer der Kuruman Hills mit den Manganerzlagerstätten des Kalahari manganese field. Das Straßensystem in dieser Region besitzt für den Transport der gewonnenen Erze zu den hier in Ausbau befindlichen Eisenbahnstrecken von Transnet Freight Rail eine hohe logistische Bedeutung.
Von hier führt die N14 weiter durch nur gering besiedeltes Gebiet, überschreitet die Provinzgrenze nach North West und erreicht nach insgesamt etwa 130 Kilometern Vryburg. In diesem Ort kreuzt die N18, die aus südlicher Richtung von Kimberley kommend weiter zu einem Grenzübergang nach Botswana führt.
Die N14 behält auch weiterhin die nahezu geradlinige nordöstliche Richtung bei, passiert Delareyville, das Barberspan Nature Reserve, Sannieshof, bis sie die Ortschaft Coligny erreicht. Hier zweigt die nach Norden führende Regionalstraße R503 in Richtung Lichtenburg und weiter nach Mahikeng ab. Bereits vor Coligny nähert sich abschnittsweise eine Eisenbahnstrecke der N14, die sich bei der Ortschaft Tshing jedoch nach Johannesburg wendet. Die Fernstraße verläuft weiter nordöstlich, durch die Kleinstadt Ventersdorp, überschreitet die Provinzgrenze nach Gauteng, bis in die Nähe von Krugersdorp. Dabei erreicht sie das Industrie- und Bergbaugebiet Far West Rand. Von hier verläuft sie an der Peripherie eines zunehmend dichter besiedelten Gebietes westlich von Johannesburg und nähert sich dem Ballungsraum südlich von Pretoria. Dabei quert sie an der Anschlussstelle Zwartkop die M5, die unweit davon aus dem Stadtgebiet von Johannesburg herausführt.
In Centurion hat die N14 mit dem Autobahnkreuz von Centurion-Zwartkop Verbindung mit der N1. Hier biegt sie auf dem Ben Schoeman Highway in nördliche Richtung ab, wo sich kurz darauf die Strecke des Gautrain-Verkehrssystems nähert und parallel mit der N14 in das Stadtgebiet von Pretoria vordringt. Unweit des Stadtzentrums quert sie die Gautrainstrecke und nimmt danach die am Freedom Park linksseitig heranführende R101 auf, wobei sie westlich Pretoria Central unweit des Bahnhofs am Innenstadtbereich endet.

## Streckenausbau
Von Springbok bis Upington besteht die N14 aus einer durchgehend einspurigen Fernstraße. Zwischen Upington und Ventersdorp gibt es Streckenabschnitte mit mangelnder Kapazität und Stabilität, die seit dem Zeitabschnitt 2012–2013 an mehreren Punkten durch Bauarbeiten verbessert und ausgebaut werden.
Die Regierung von Gauteng hat mit der Sanierung des Abschnitts zwischen Centurion und Pretoria, „Ben Schoeman Highway“ genannt, innerhalb ihres Gauteng Freeway Improvement Project einen Investitionsschwerpunkt für die Verkehrsinfrastruktur auf dem Gebiet der Municipality of Tshwane gesetzt.
Am westlichen Rand der City of Johannesburg beginnt die Ausbaustufe als Freeway. Zur Aufnahme des großen Verkehrsaufkommens setzt sich dieser Straßenquerschnitt bis zum Ende der Route im Zentrum Pretorias fort. Bisher gibt es auf der N14 keine Mautstrecken.